# Flavine

De tricyclische structuur van isoalloxazine, waarvan flavines afgeleid zijn.

Structuurformule van riboflavine

Flavine (van Latijnse flavus, geel) behoort tot de groep op pteridine gebaseerde organische verbindingen. Flavine is de triviale naam voor een groep natuurlijke geelachtige kleurstoffen. Ze zijn afgeleid van de heterocyclische structuur van isoalloxazine. Flavine is oplosbaar in water.
Flavine-achtige structuren worden vaak verbonden met adenosinedifosfaat, waarbij flavine-adeninedinucleotide (FAD) gevormd wordt. In andere omstandigheden wordt flavinemononucleotide (FMN), de gefosforyleerde variant van riboflavine. In deze beide vormen maakt riboflavine deel uit als co-enzym in flavoproteïnen. In de biologie is het riboflavine een van de bekende voorbeelden, het is onderdeel van het Vitamin-B-complex. Flavoproteïne draagt in de ademhalingsketen waterstof over in de elektronentransportketen.
Paul Karrer ontving in 1937 de Nobelprijs voor de Scheikunde voor zijn werk aan flavines.

## Eigenschappen en reacties
Flavines kunnen een redoxreactie ondergaan. Zij kunnen ofwel 2 elektronen opnemen in een tweestapsproces, oftewel twee elektronen in 1 stap. De pteridinering kan gereduceerd worden door de additie van waterstof aan stikstof. Beide vormen zijn in chemisch evenwicht met elkaar:
In waterige oplossingen is de geoxideerde vorm van flavine geel. De oplossing wordt rood wanneer flavine in half-reduceerde vorm (een anion) aanwezig is en blauw in de neutrale vorm (een radicaal). Indien het volledig gereduceerd is, is het kleurloos.
De vorm FADH2 is een van de cofactoren die helpen om elektronen te transporteren in de oxidatiecyclus.